# Тегульдетский район
Тегульде́тский райо́н — административно-территориальная единица (район) и муниципальное образование (муниципальный район) в Томской области России.
Расположен на востоке области, на границе с Красноярским краем.
Административный центр района — село Тегульдет (население 4,2 тыс. человек), расположенный в 245 км от областного центра г. Томска.

## География
Тегульдетский район приравнен к районам Крайнего Севера.
Площадь района — 12,3 тыс. км².
Основные реки — Чулым, Тегульдетка, Четь, Чичка-Юл и Улуюл.
Заказники: рыбный «Осетрово-нельмовый» и два зоологических: «Южно-таежный», «Чичка-Юльский».

## История
Коренное население района — чулымцы, сложившиеся в XVII—XVIII веках, как результат смешения тюркских групп и енисейских кыргызов с мелкими группами селькупов и кетов. Впоследствии в большой степени ассимилировались хакасами и русскими.
Тегульдетский район создан в 1936 г. по постановлению исполкома Запсибкрая (принято 20.11.1935 г., утверждено ВЦИК СССР 20.01.1936 г.).

## Население
| 2002  | 2007  | 2008  | 2009  | 2010  | 2011  | 2012  |
| ----- | ----- | ----- | ----- | ----- | ----- | ----- |
| 8357  | ↘8100 | ↘8000 | ↘7921 | ↘6937 | ↘6896 | ↘6686 |
| 2013  | 2014  | 2015  | 2016  | 2017  | 2018  | 2019  |
| ↘6611 | ↘6517 | ↘6370 | ↘6260 | ↘6142 | ↘6017 | ↘5991 |
| 2020  | 2021  |       |       |       |       |       |
| ↘5962 | ↗6465 |       |       |       |       |       |

Численность населения района составляет 0.62 % от населения области.

## Муниципально-территориальное устройство
В муниципальный район входят 4 муниципальных образования со статусом сельских поселений.
| № | Муниципальное образование        | Административный центр | Количество населённых пунктов | Население (чел.) | Площадь (км²) |
| - | -------------------------------- | ---------------------- | ----------------------------- | ---------------- | ------------- |
| 1 | Белоярское сельское поселение    | посёлок Белый Яр       | 3                             | ↗534             | 3028,00       |
| 2 | Берегаевское сельское поселение  | посёлок Берегаево      | 3                             | ↗1009            | 2736,00       |
| 3 | Тегульдетское сельское поселение | село Тегульдет         | 6                             | ↗4408            | 4700,41       |
| 4 | Чёрноярское сельское поселение   | посёлок Чёрный Яр      | 2                             | ↗514             | 1807,00       |

### Населённые пункты
В Тегульдетском районе 14 населённых пунктов.
| №  | Населённый пункт | Тип     | Население | Муниципальное образование        |
| -- | ---------------- | ------- | --------- | -------------------------------- |
| 1  | Байгалы          | деревня | ↘26       | Тегульдетское сельское поселение |
| 2  | Белый Яр         | посёлок | ↗419      | Белоярское сельское поселение    |
| 3  | Берегаево        | посёлок | ↗800      | Берегаевское сельское поселение  |
| 4  | Красная Горка    | деревня | ↘205      | Берегаевское сельское поселение  |
| 5  | Красный Яр       | посёлок | →4        | Берегаевское сельское поселение  |
| 6  | Куяновская Гарь  | деревня | ↘32       | Тегульдетское сельское поселение |
| 7  | Новошумилово     | деревня | ↗94       | Белоярское сельское поселение    |
| 8  | Озёрное          | деревня | ↗21       | Белоярское сельское поселение    |
| 9  | Орловка          | посёлок | ↗11       | Чёрноярское сельское поселение   |
| 10 | Покровский Яр    | посёлок | ↘38       | Тегульдетское сельское поселение |
| 11 | Тегульдет        | село    | ↗4154     | Тегульдетское сельское поселение |
| 12 | Центрополигон    | посёлок | ↘28       | Тегульдетское сельское поселение |
| 13 | Чёрный Яр        | посёлок | ↗503      | Чёрноярское сельское поселение   |
| 14 | Четь-Конторка    | посёлок | ↘130      | Тегульдетское сельское поселение |